# Kyros I
Kyros I var enligt traditionen kung över ett litet persiskt rike i nuvarande sydvästra Iran ungefär år 640–600 f.Kr. Han förmodas vara son till Teispes och sonson till akemenidernas stamfar Akaemenides. Persernas rike var vid denna tid underställt Assyrien och Kyros betalade tribut till den assyriske härskaren Ashurbanipal. Kyros I efterträddes av sin son, Kambyses I, som i sin tur var far till Kyros II som lade grunden för det stora persiska riket.